# Lehtisaari (ö i Finland, Södra Savolax, Pieksämäki, lat 61,88, long 27,87)
Lehtisaari är en ö i Finland. Den ligger i sjön Jukajärvi och i kommunen Jockas i den ekonomiska regionen  Pieksämäki ekonomiska region  och landskapet Södra Savolax, i den södra delen av landet, 240 km nordost om huvudstaden Helsingfors. Öns area är 1,4 hektar och dess största längd är 200 meter i sydöst-nordvästlig riktning.